# Hietajärvi (sjö i Finland, Lappland, lat 66,52, long 28,30)
Hietajärvi är en sjö i Finland. Den ligger i kommunen Salla i landskapet Lappland, i den norra delen av landet, 700 km norr om huvudstaden Helsingfors. Hietajärvi ligger 251 meter över havet. Den är 10 meter djup. Arean är 1,91 kvadratkilometer och strandlinjen är 19,4 kilometer lång. Sjön  ingår i Kemi älvs huvudavrinningsområde. 